# جيم كين (لاعب كرة قدم كندية)
جيم كين هو لاعب كرة قدم كندية كندي، ولد في 1939 في تورونتو في كندا.

## وصلات خارجية
- جيم كين على موقع JustSportsStats.com (الإنجليزية)